# المرشح (سلسلة)
المرشح (بالإسبانية: La candidata)‏ هي مسلسل تلفزيوني مكسيكي تم بثه على قناة قناة النجوم منذ عام 2016.

## روابط خارجية
- المرشح على موقع IMDb (الإنجليزية)
- المرشح على موقع كينوبويسك (الروسية)
- المرشح على موقع قاعدة بيانات الفيلم (الإنجليزية)